# Yvon Roy
Pour les articles homonymes, voir Roy.
Yvon Roy est un auteur de bande dessinée et illustrateur canadien né en 1966.

## Biographie
Yvon Roy réalise en 2008, en collaboration avec Jean-Blaise Djian, l'adaptation en bande dessinée du roman d'Yves Thériault, Agaguk, ainsi que plusieurs contes pour enfants. 
En 2017, il publie un roman graphique, postfacé par Régis Loisel, intitulé Les Petites Victoires chez l'éditeur français Rue de Sèvres. L'album est une œuvre autobiographique sur le thème de l'autisme, son propre fils étant autiste. Les Petites Victoires remporte plusieurs prix,. Un projet d'adaptation cinématographique controversé voit le jour en 2018.
En 2019, toujours chez l'éditeur français Rue de Sèvres, Yvon Roy publie le one-shot autobiographique Graines de bandits, qui fait référence à sa propre enfance,.
En 2020, il est lauréat du Prix du CALQ (Conseil des arts et des lettres du Québec) - Artiste de l'année à Laval.

## Œuvres
- Agaguk (dessin et couleurs), adapté du roman d'Yves Thériault, scénario de Jean-Blaise Djian, éd. Adonis, coll. « Romans de toujours », 2008  (ISBN 978-995-349-316-9)
- Les Petites Victoires, scénario et dessin, Rue de Sèvres, 2017  (ISBN 978-2-369-81469-6)
- Graines de bandits, scénario et dessin, Rue de Sèvres, 2019  (ISBN 978-2-369-81101-5)